# Akşehir
Akşehir – miasto w Turcji w prowincji Konya.

## Historia
W Starożytnym Rzymie i Bizancjum znane jako Filomelium i Filomelion (Φιλομήλιον).
Pod miastem, w 1116, Bizantyjczycy zwyciężyli Turków i ustabilizowali granice cesarstwa bizantyjskiego.

## Ludność
Według danych na rok 2014 miasto zamieszkiwało 62 904 osób.